# Зарипов, Зарип Саидович

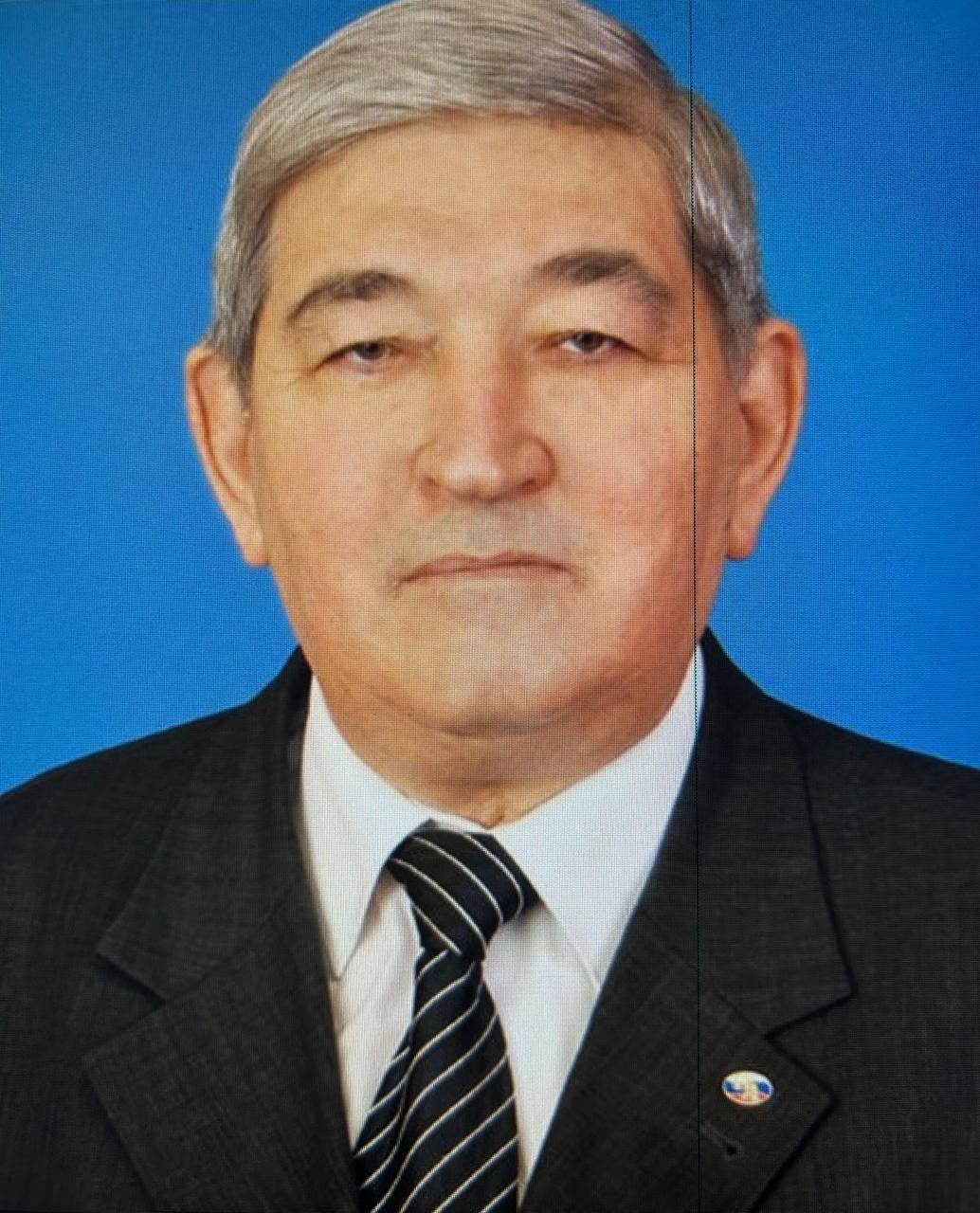

Зарипов  Зарип  Саидович  ( 21  ноября, 1947 г. Чарджоу Туркменской ССР – 9 марта 2022 г. Ташкент, Республика Узбекистан) - юрист криминолог, доктор юридических наук, профессор кафедры уголовного права Академии МВД Республики Узбекистан, Академик Международной Академии Наук о Природе и Обществе, Член Ассоциации юристов России,   а так же  Российской Криминологической Ассоциации.

## Биография
Зарип Зарипов  родился  21  ноября 1947 г. Чарджоу Туркменской ССР.
В 1965 году окончил среднею общеобразовательную школу №4 города Чарджоу, Республика Туркменистан.
С 1966-1968 г. служил в Вооруженных силах (Войска ВДВ).  В 1969 году поступил на учебу в Ташкентскую Высшую Школу МВД СССР. В 1975 г. поступил адъюнктуру Академии МВД СССР в городе Москве.  С 1979-2006 г. работал в ТВШ МВД СССР на должностях старшего преподавателя, доцента, начальника кафедры криминологии и уголовно-исполнительного права, занимал должность заместителя начальника по научной работе Академии МВД Республики Узбекистан Академия МВД  Республики Узбекистан. Профессор кафедры уголовного права Академии МВД Республики Узбекистан. В 2006 году в звание полковника милиции ушел на пенсию. В 2006 приглашен в Академию Права и Управления ФСИН, РФ на должность профессора кафедры.
Скончался 9 марта 2022г. в г. Ташкенте, Республика Узбекистан.

## Работы
В 1979 году защитил кандидатскую диссертацию в Академии МВД СССР в г. Москва, СССР  на тему «Организация профилактики правонарушений Следственными Аппаратами органов внутренних Дел». В 1991 в г. Москва , РФ  защитил докторскую диссертацию на тему: «Правовая природа и социальных механизм профилактики правонарушений и эффективность его функционирования».  Диссертации защитил под руководством Аванесова Геннадия Арташесовича. доктора Юридических наук профессора кафедры Криминологии Академии МВД.
Зарипом Саидовичем опубликовано более 150 научных работ. Зарип Зарипов создавший уникальную школу развития юриспруденции, готовящий молодых исследователей в этой области. Им опубликовано около 50 учебников и пособий, более 220 научных статей. Профессор Зарип Зарипов принимал активное участие в разработке и внедрении нормативных правовых документов, связанных с профилактикой преступности. Надо сказать, что предложения и рекомендации учёного по совершенствованию полевой деятельности, научные и теоретические взгляды получили особое признание на международном уровне. Среди его работ учебные пособия, «Комментарии к Уголовному кодексу Республики Узбекистан», «Комментарий к Конституции Республики Узбекистан».
Литература :
«Функции и задачи профилактической службы органов внутренних дел» 
(1982); г. Ташкент, Узбекистан.  «Профилактическая функция следственных подразделений органов внутренних дел» (1985);  
«Криминология. Учебник» (1996);  
«Профилактика правонарушений несовершеннолетних средствами правового воспитания. Пособие для учителя».  (1997); 
«Правовой механизм профилактики правонарушений» (1990); «Криминология. Учебник» (2006).
«Наркотики в Росси и в мире». Зарипов  З.С. Мацкевич И.Н. 2009 г.
«Профилактика преступлений» Учебник. Зарипов З.С., Алауханов Е.  2008 г.
ОПЫТ НЕКОТОРЫХ СТРАН ЕВРОСОЮЗА В ОРГАНИЗАЦИИ ДЕЯТЕЛЬНОСТИ ПО ПРЕДУПРЕЖДЕНИЮ ПРЕСТУПЛЕНИЙ В ПОСТПЕНИТЕНЦИАРНЫЙ ПЕРИОД
ЗАРИПОВ З.С.1, ГОРБАСЬ Д.В.1  Академия ФСИН России Год: 2011
Предупреждение правонарушений несовершеннолетних средствами правового воспитания: учебное пособие
2017, Павлухин А. Н., Зарипов З. С., Эриашвили Н. Д., Юнити-Дана
Личная жизнь.
Супруга - Бек-Мамедова Эленора Шамильевна.
Имеет семью – 6 детей, 12 внуков, 5 правнучек.
Ссылки 
татьи :